# Euthecodon
Euthecodon is een geslacht van uitgestorven langsnuitkrokodillen. Het was algemeen in een groot deel van Afrika tijdens het Neogeen, met fossielen die vooral veel voorkwamen in Kenia, Ethiopië en Libië. Hoewel de lange snuit oppervlakkig lijkt op die van gavialen, was deze een eigenschap die onafhankelijk van die van andere krokodilachtigen werd ontwikkeld en suggereert een dieet van voornamelijk vis. Euthecodon leefde samen met een breed scala aan andere krokodillen in de gebieden die het bewoonde voordat het uiteindelijk uitstierf tijdens het Pleistoceen.

## Ontdekking en naamgeving
De eerste overblijfselen van Euthecodon werden beschreven door de Franse paleontoloog Léonce Joleaud op basis van materiaal verzameld door de Bourg de Bozas-expeditie tussen 1900 en 1903 in Ethiopië. Deze overblijfselen, waarvan werd gedacht dat ze behoorden tot een soort valse gaviaal, werden door hem benoemd in 1920 onder de naam Tomistoma brumpti. De soortaanduiding eert Émile Brumpt. Later dat jaar beschreef René Fourtau fossielen uit Wadi Natrun, Egypte als een nieuwe soort en geslacht, Euthecodon nitriae. De geslachtsnaam betekent 'tand die echt in een tandkas geplaatst is'.
Daaropvolgende onderzoekers debatteerden of de twee taxa verschillend genoeg waren om afzonderlijke soorten te vormen. Joleaud voerde aan dat de rostrale proporties te variabel waren om de twee te scheiden, en ging later zelfs zover dat hij voorstelde dat beide exemplaren nog steeds onder het geslacht Tomistoma zouden vallen. Zowel Camille Arambourg als Josef A. Kälin erkenden Euthecodon als een geldig geslacht, maar aarzelden om dat in twee soorten op te splitsen, waarbij Kälin alleen Euthecodon brumpti erkende. Later ondersteunden zowel Antunes (1961) als Arambourg en Magnier (1961) beide soorten. De standpunten van Oskar Kuhn en Rodney Steel zijn minder duidelijk, aangezien hun publicaties tegenstrijdigheden en taxonomische fouten bevatten. 
Een derde soort werd in 1978 beschreven door Ginsburg en Buffetaut op basis van een schedel uit Gebel Zelten, Libië, die korter was geproportioneerd dan een van de twee eerder erkende vormen. Deze soort werd Euthecodon arambourgi genoemd naar Camille Arambourg. Het holotype is MNHN ZEL 001, een schedel.

## Beschrijving
Euthecodon was een krokodil met een groot lichaam en een langwerpige snuit die leek op die van bestaande gavialoïden. Euthecodon verschilt van elke andere bekende longirostrine krokodil door zijn diep geschulpte rostrale randen, waarbij elke tand in zijn eigen benig omhulsel of tandkas zit, gescheiden van de volgende door een opmerkelijke vernauwing van het rostrum, waardoor de schedel van bovenaf gezien een zaagachtig uiterlijk krijgt. De eerste onderkaaktanden occluderen buiten de premaxilla en doorboren deze nooit zoals bij sommige andere krokodilachtigen. De individuele tanden zijn slank, isodont en puntig met twee kielen (bicarinaat), duidelijk geschikt voor een visetend dieet. Het aantal tanden varieert sterk tussen soorten. Euthecodon arambourgi, de soort met de kortste snuit, heeft negentien tandkassen met twintig tanden in de bovenkaak. Ginsburg en Buffetaut stellen vierentwintig bovenkaaktanden vast bij Euthecodon nitriae en tot zevenentwintig bij Euthecodon brumpti. Het grootste exemplaar van Lothagam heeft eenentwintig tanden in de bovenkaak en twintig in de onderkaak, terwijl sommige exemplaren uit het Plioceen tot Pleistoceen van Kenia (Koobi Fora) vierentwintig tot vijfentwintig maxillaire tanden bewaren tegenover eenentwintig tot tweeëntwintig dentaire tanden. Dit verschil in het aantal tanden heeft ertoe geleid dat sommige onderzoekers zich afvroegen of deze exemplaren, typisch toegewezen aan Euthecodon brumpti, hun eigen soort zouden kunnen vertegenwoordigen. In tegenstelling tot alle andere krokodillen, bezit Euthecodon typisch slechts vier premaxillaire tanden in plaats van vijf, met Euthecodon arambourgi als uitzondering, schijnbaar een overgangsvorm vertegenwoordigend in het proces van het verliezen van een tandpositie. Hoewel hij nog steeds vijf premaxillaire tanden heeft, is de tweede aanzienlijk kleiner dan de rest en deelt hij een enkele kas met de derde premaxillaire tand. Het neusbeen heeft een prominente richel die naar de ogen leidt, waardoor het voorhoofd een hellend uiterlijk krijgt dat enigszins lijkt op dat van Crocodylus checchiai. Deze vorm wordt gehandhaafd tot het contact tussen bovenkaaksbeen en premaxilla, waar de snuit iets naar boven helt en de neusgaten op een voetstuk plaatst. Zowel het voorhoofdsbeen als de verhoogde neusgaten zijn het meest prominent bij Euthecodon brumpti en veel minder ontwikkeld bij Euthecodon nitriae of Euthecodon arambourgi. De nasalen zijn altijd uitgesloten van elk contact met de neusgaten doordat de premaxilla ver terug tussen de maxilla reikt en het neusbeen ontmoet ter hoogte van de zesde maxillaire tand. Bij sommige exemplaren is de neus versmolten, terwijl andere het bewaren als twee afzonderlijke botten met zichtbare hechtingen. Zowel de prefrontale botten als de traanbeenderen zijn lang en splintervormig, waarbij de traanbeenderen contact maken met de neusbeenderen richting het midden of voorste uiteinde van de 'knobbel', afhankelijk van het exemplaar. Met name het schedeldak van Euthecodon is relatief klein en bijna vierkant van vorm, met ovale supratemporale fenestra (niet cirkelvormig zoals bij gavialoïden). Het is bekend dat oudere individuen merkbare squamosale richels of 'hoorns' ontwikkelen.
Sommige schattingen suggereren dat Euthecodon een van de grootste krokodilachtigen uit het Cenozoïcum is, zo niet een van de grootste pseudosuchiërs ooit, met één exemplaar (LT 26306), gevonden in Lothagam in het Turkana-bekken, dat naar schatting een totale lichaamslengte van maximaal tien meter heeft bereikt. Alleen al de schedel van dit exemplaar zou 1,52 meter gemeten hebben. Andere exemplaren geven echter kleinere maten aan. Met name specimen KNM-ER 757 uit de Koobi Fora-formatie, een schedel van zesennegentig centimeter, werd berekend een lengte van 7,2–8,6 meter op te leveren, rekening houdend met een verandering in proporties, of allometrie, bij grotere krokodillen. Brochu en Storrs merken echter op dat deze schatting werd bereikt door gebruik te maken van de verhoudingen van nijl- en zoutwaterkrokodillen, die aanzienlijk verschillen in verhouding tussen schedel en lichaam in vergelijking met longirostrine taxa. Vervolgens kunnen deze schattingen de werkelijke grootte van Euthecodon overdrijven bij afwezigheid van beschreven postcraniale overblijfselen.

## Soorten

### Euthecodon arambourgi
Beschreven op basis van overblijfselen uit het Mioceen van Libië (Gebel Zelten) en Egypte (Moghara), wordt door beide sets overblijfselen bevestigd dat Euthecodon arambourgi leefde tijdens het Burdigalien van het Mioceen, waardoor het de vroegst geregistreerde soort van Euthecodon is. Euthecodon arambourgi onderscheidt zich van de andere twee soorten door zijn kortere en bredere schedel en de aanwezigheid van vijf premaxillaire tanden in vier tandkassen.

### Euthecodon brumpti
Euthecodon brumpti werd oorspronkelijk beschreven op basis van fossiel materiaal verzameld in het Omo-bekken van Villafranchian (Plioceen tot Pleistoceen), Ethiopië, en veel materiaal werd later gevonden op andere plaatsen in Oost-Afrika. Deze plaatsen omvatten Lothagam (met name de Nawata- en Nachukui-formatie), Kanapoi, Longarakak, Nakoret en Todenyang. Volgens een publicatie van Christopher Brochu uit 2017 kunnen veel van de overblijfselen van het Mioceen tot het Plioceen die in het Turkana-bekken zijn gevonden, in plaats daarvan behoren tot een nog niet nader genoemde soort, hoewel hun anatomie ongeveer lijkt op die van Euthecodon brumpti. Hij noemt ook de mogelijkheid dat de soort een jonger synoniem is van Euthecodon nitriae, een idee dat ook door eerdere onderzoekers is geopperd.

### Euthecodon nitriae
Euthecodon nitriae is de typesoort van Euthecodon, de fossielen werden oorspronkelijk gevonden in Wadi Natrun in Egypte (Mioceen of Plioceen). Fossielen, voorlopig verwezen naar Euthecodon cf. nitriae, zijn gevonden in de sedimenten van het Boven-Mioceen (Tortonien) van de Tunesische Ségui-formatie.
Andere overblijfselen van Euthecodon zijn bekend uit de Beglia-formatie (Tunesië) uit het Mioceen, het Rusinga-eiland (het Victoriameer) uit het Vroeg-Mioceen, de Albertine Rift (Congo), Ombo (Kenia) en de Zanclean Sahabi-formatie (Libië) uit het Messinien. Ondanks deze overvloed in Noord-Afrika rond de Middellandse Zee, zijn er buiten Afrika nooit fossielen van Euthecodon gevonden.
Van de drie erkende soorten merken Ginsburg en Buffetaut een duidelijke evolutionaire reeks op van de oudste tot de jongste soort. Volgens hun onderzoek vertoont Euthecodon een reeks aanpassingen die aanwezig zijn bij Euthecodon arambourgi en geleidelijk overdreven worden bij Euthecodon nitriae, en hun hoogtepunt bereiken met Euthecodon brumpti. Deze aanpassingen omvatten het geleidelijke verlies van de tweede premaxillaire tand, de ontwikkeling van extra maxillaire tanden, voortdurende verlenging en vernauwing van de schedel, de overdrijving van een pre-orbitale nok die de neus-, traan-, prefrontale en frontale botten overspant, het omhoog brengen van de externe neusgaten en de prominentie van de traankam. De ogen zijn bij latere soorten ook meer naar voren gericht dan bij Euthecodon arambourgi. De auteurs merken echter op dat bepaalde eigenschappen niet voldoen aan zo'n directe evolutionaire reeks, en in plaats daarvan het meest prominent voorkomen in de intermediaire Euthecodon nitriae. Een voorbeeld hiervan is dat bij Euthecodon nitriae de prefrontalen de oogkassen overlopen, waardoor ze een meer cirkelvormig uiterlijk krijgen in vergelijking met dat van Euthecodon brumpti. Ginsburg en Buffetaut suggereren dat dit bewijs zou kunnen zijn voor twee mogelijke hypothesen. De eerste houdt vast aan een ononderbroken afstamming, wat suggereert dat de voortdurende stijging van de nasale naar frontale knobbel een volledige hervorming van het gebied rond de oogkassen veroorzaakte, waardoor aanpassingen die in eerdere vormen werden gezien, effectief ongedaan werden gemaakt. Hun tweede hypothese stelt voor dat Euthecodon zich splitste in twee geslachten, die beide steeds meer longirostrale vormen ontwikkelden, maar dit op verschillende manieren deden. Deze laatste interpretatie wordt bevorderd door het feit dat Euthecodon duidelijk al aanwezig was in Oost-Afrika in het vroege Mioceen, zoals blijkt uit de overblijfselen van Ombo en Rusinga Island.

## Fylogenie
Hoewel het geslacht door vroeg onderzoek werd beschouwd als een tomistomine gavialoïde of zelfs als een directe afstammeling van Eogavialis vanwege zijn langwerpige schedel, heeft later onderzoek herhaaldelijk aangetoond dat dit slechts het resultaat is van convergente evolutie, in plaats van het veel dieper te plaatsen in de Crocodylidae. Euthecodon verschilt bijvoorbeeld van gavialiden en de meeste tomistominen door zijn kleine supratemporale fossae en de relatief geleidelijke vernauwing van het rostrum (iets veel abrupter bij gavialen). De meeste huidige analyses plaatsen het in Osteolaeminae, een onderfamilie die bestaat uit de bestaande dwergkrokodil en de uitgestorven Rimasuchus, Brochuchus en mogelijk Voay en de krokodil met slanke snuit. Fylogenetische analyse met behulp van moleculaire (DNA-sequencing), stratigrafische (fossiele leeftijd) en morfologische gegevens herstelt Osteolaeminae, zoals hieronder weergegeven, met Mecistops als een naaste verwant van Euthecodon. Voay werd teruggevonden als dichter bij het geslacht Crocodylus.
|  | Mecistops cataphractus |
|  |                        |
|  | Euthecodon             |
|  |                        |

|  | Rimasuchus                                                                    |
|  |                                                                               |
|  | \| \| Osteolaemus osborni \| \| \| \| \| \| Osteolaemus tetraspis \| \| \| \| |
|  |                                                                               |
|  | Osteolaemus osborni                                                           |
|  |                                                                               |
|  | Osteolaemus tetraspis                                                         |
|  |                                                                               |

|  | Osteolaemus osborni   |
|  |                       |
|  | Osteolaemus tetraspis |
|  |                       |

|  | Rimasuchus                                                                    |
|  |                                                                               |
|  | \| \| Osteolaemus osborni \| \| \| \| \| \| Osteolaemus tetraspis \| \| \| \| |
|  |                                                                               |
|  | Osteolaemus osborni                                                           |
|  |                                                                               |
|  | Osteolaemus tetraspis                                                         |
|  |                                                                               |

|  | Osteolaemus osborni   |
|  |                       |
|  | Osteolaemus tetraspis |
|  |                       |

|  | Mecistops cataphractus |
|  |                        |
|  | Euthecodon             |
|  |                        |

|  | Rimasuchus                                                                    |
|  |                                                                               |
|  | \| \| Osteolaemus osborni \| \| \| \| \| \| Osteolaemus tetraspis \| \| \| \| |
|  |                                                                               |
|  | Osteolaemus osborni                                                           |
|  |                                                                               |
|  | Osteolaemus tetraspis                                                         |
|  |                                                                               |

|  | Osteolaemus osborni   |
|  |                       |
|  | Osteolaemus tetraspis |
|  |                       |

|  | Rimasuchus                                                                    |
|  |                                                                               |
|  | \| \| Osteolaemus osborni \| \| \| \| \| \| Osteolaemus tetraspis \| \| \| \| |
|  |                                                                               |
|  | Osteolaemus osborni                                                           |
|  |                                                                               |
|  | Osteolaemus tetraspis                                                         |
|  |                                                                               |

|  | Osteolaemus osborni   |
|  |                       |
|  | Osteolaemus tetraspis |
|  |                       |

|  | Voay       |
|  |            |
|  | Crocodylus |
|  |            |

Door de analyse te beperken tot alleen morfologische gegevens, wordt Mecistops uit Osteolaeminae verwijderd en wordt Voay in de onderfamilie opgenomen. In deze boom clustert Euthecodon samen met Brochuchus.
|  | Voay robustus †                                                               |
|  |                                                                               |
|  | \| \| Osteolaemus osborni \| \| \| \| \| \| Osteolaemus tetraspis \| \| \| \| |
|  |                                                                               |
|  | Osteolaemus osborni                                                           |
|  |                                                                               |
|  | Osteolaemus tetraspis                                                         |
|  |                                                                               |

|  | Osteolaemus osborni   |
|  |                       |
|  | Osteolaemus tetraspis |
|  |                       |

|  | Brochuchus parvidens |
|  |                      |
|  | Brochuchus pigotti   |
|  |                      |

|  | Euthecodon arambourgi |
|  |                       |
|  | Euthecodon brumpti    |
|  |                       |

|  | Brochuchus parvidens |
|  |                      |
|  | Brochuchus pigotti   |
|  |                      |

|  | Euthecodon arambourgi |
|  |                       |
|  | Euthecodon brumpti    |
|  |                       |

|  | Brochuchus parvidens |
|  |                      |
|  | Brochuchus pigotti   |
|  |                      |

|  | Euthecodon arambourgi |
|  |                       |
|  | Euthecodon brumpti    |
|  |                       |

|  | Brochuchus parvidens |
|  |                      |
|  | Brochuchus pigotti   |
|  |                      |

|  | Euthecodon arambourgi |
|  |                       |
|  | Euthecodon brumpti    |
|  |                       |

|  | Voay robustus †                                                               |
|  |                                                                               |
|  | \| \| Osteolaemus osborni \| \| \| \| \| \| Osteolaemus tetraspis \| \| \| \| |
|  |                                                                               |
|  | Osteolaemus osborni                                                           |
|  |                                                                               |
|  | Osteolaemus tetraspis                                                         |
|  |                                                                               |

|  | Osteolaemus osborni   |
|  |                       |
|  | Osteolaemus tetraspis |
|  |                       |

|  | Brochuchus parvidens |
|  |                      |
|  | Brochuchus pigotti   |
|  |                      |

|  | Euthecodon arambourgi |
|  |                       |
|  | Euthecodon brumpti    |
|  |                       |

|  | Brochuchus parvidens |
|  |                      |
|  | Brochuchus pigotti   |
|  |                      |

|  | Euthecodon arambourgi |
|  |                       |
|  | Euthecodon brumpti    |
|  |                       |

|  | Brochuchus parvidens |
|  |                      |
|  | Brochuchus pigotti   |
|  |                      |

|  | Euthecodon arambourgi |
|  |                       |
|  | Euthecodon brumpti    |
|  |                       |

|  | Brochuchus parvidens |
|  |                      |
|  | Brochuchus pigotti   |
|  |                      |

|  | Euthecodon arambourgi |
|  |                       |
|  | Euthecodon brumpti    |
|  |                       |

|  | Mecistops cataphractus |
|  |                        |
|  | Crocodylus             |
|  |                        |

|  | Voay robustus †                                                               |
|  |                                                                               |
|  | \| \| Osteolaemus osborni \| \| \| \| \| \| Osteolaemus tetraspis \| \| \| \| |
|  |                                                                               |
|  | Osteolaemus osborni                                                           |
|  |                                                                               |
|  | Osteolaemus tetraspis                                                         |
|  |                                                                               |

|  | Osteolaemus osborni   |
|  |                       |
|  | Osteolaemus tetraspis |
|  |                       |

|  | Brochuchus parvidens |
|  |                      |
|  | Brochuchus pigotti   |
|  |                      |

|  | Euthecodon arambourgi |
|  |                       |
|  | Euthecodon brumpti    |
|  |                       |

|  | Brochuchus parvidens |
|  |                      |
|  | Brochuchus pigotti   |
|  |                      |

|  | Euthecodon arambourgi |
|  |                       |
|  | Euthecodon brumpti    |
|  |                       |

|  | Brochuchus parvidens |
|  |                      |
|  | Brochuchus pigotti   |
|  |                      |

|  | Euthecodon arambourgi |
|  |                       |
|  | Euthecodon brumpti    |
|  |                       |

|  | Brochuchus parvidens |
|  |                      |
|  | Brochuchus pigotti   |
|  |                      |

|  | Euthecodon arambourgi |
|  |                       |
|  | Euthecodon brumpti    |
|  |                       |

|  | Voay robustus †                                                               |
|  |                                                                               |
|  | \| \| Osteolaemus osborni \| \| \| \| \| \| Osteolaemus tetraspis \| \| \| \| |
|  |                                                                               |
|  | Osteolaemus osborni                                                           |
|  |                                                                               |
|  | Osteolaemus tetraspis                                                         |
|  |                                                                               |

|  | Osteolaemus osborni   |
|  |                       |
|  | Osteolaemus tetraspis |
|  |                       |

|  | Brochuchus parvidens |
|  |                      |
|  | Brochuchus pigotti   |
|  |                      |

|  | Euthecodon arambourgi |
|  |                       |
|  | Euthecodon brumpti    |
|  |                       |

|  | Brochuchus parvidens |
|  |                      |
|  | Brochuchus pigotti   |
|  |                      |

|  | Euthecodon arambourgi |
|  |                       |
|  | Euthecodon brumpti    |
|  |                       |

|  | Brochuchus parvidens |
|  |                      |
|  | Brochuchus pigotti   |
|  |                      |

|  | Euthecodon arambourgi |
|  |                       |
|  | Euthecodon brumpti    |
|  |                       |

|  | Brochuchus parvidens |
|  |                      |
|  | Brochuchus pigotti   |
|  |                      |

|  | Euthecodon arambourgi |
|  |                       |
|  | Euthecodon brumpti    |
|  |                       |

|  | Mecistops cataphractus |
|  |                        |
|  | Crocodylus             |
|  |                        |

## Paleo-ecologie
Hoewel Euthecodon oppervlakkig lijkt op gavialen en waarschijnlijk in een vergelijkbare niche leefde, vertoont de functionele morfologie enkele duidelijke verschillen. Gedurende hun evolutionaire geschiedenis vertonen veel pseudosuchide groepen die langwerpige schedels ontwikkelden (Thalattosuchia, Tethysuchia en vele gavialoïden) ook vergrote supratemporale fossae. In tegenstelling tot dit verband tussen de grootte van de fossa en de lengte van de snuit, heeft Euthecodon echter opmerkelijk kleine supratemporale fossae, waardoor slechts een zwak inbrengpunt ontstaat voor de kaakmusculatuur (adductor mandibulae externus profundus-spier). De unieke alveolaire tandkassen zijn waarschijnlijk geëvolueerd om dit op zijn minst gedeeltelijk te compenseren, waardoor de lichamen van de tanden veel smaller kunnen zijn dan bij andere longirostrine taxa. Desondanks zou Euthecodon waarschijnlijk nog steeds een relatief zwakke beet hebben gehad. De ogen vertonen ook op verschillende manieren een duidelijke convergentie met gavialoïden. Om hun ogen boven het rostrum te verheffen, hebben afgeleide gavialen de omtrek van de oogkassen en vergrote orbitale randen vergroot, terwijl bij Euthecodon vergelijkbare resultaten worden bereikt door het hele orbitale gebied te verhogen. Het extreem langwerpige maar fragiele rostrum, de valachtige in elkaar grijpende tanden en de verhoogde neusgaten en oogkassen duiden allemaal op een visetend dieet en een levensstijl in het water, geperfectioneerd door Euthecodon brumpti.
Euthecodon was slechts een van de vele soorten binnen de diverse krokodillenfauna van het Mioceen tot Plioceen van Afrika, een weerspiegeling van vergelijkbare omstandigheden die elders tijdens het Mioceen werden waargenomen (Pebas Megawetlands in Zuid-Amerika en Riversleigh in Australië). In Lothagam, in het zuidwestelijke deel van het Turkana-bekken, leefde Euthecodon brumpti naast maar liefst vier verschillende soorten krokodillen, waaronder de vroegste vermeldingen van Mecistops, de gaviaal Eogavialis en twee soorten Crocodylus: C. checchiai en C. thorbjarnarsoni. Hiervan waren Euthecodon en Eogavialis sterk gespecialiseerd voor een visetend dieet, gespecialiseerd in het jagen op kleinere vissen. Mecistops cataphractus, de moderne krokodil met slanke snuit, vertoont ook een longirostrine snuitmorfologie, maar is meer generalistisch en voedt zich naast vissen ook met amfibieën, schaaldieren en vogels. Zo'n groot aantal taxa die allemaal naast elkaar bestaan, duidt op een hoge mate van nicheverdeling, ondersteund door gunstige omgevingsomstandigheden en een rijke selectie aan prooidieren. Visfossielen uit Lothagam wijzen op de aanwezigheid van nijlbaarzen, kwastsnoeken, Afrikaanse longvissen en elektrische vissen.
In Noord-Afrika leken de omstandigheden vergelijkbaar, met Euthecodon arambourgi die verscheen naast een cast van andere krokodilachtigen, waaronder de brevirostrine Rimasuchus en Crocodylus checchiai en de longirostrine Tomistoma lusitanica in zowel Egypte als Libië. Zowel Moghara als Gebel Zelten bevatten fluvio-mariene omgevingen die fossielen opleveren van haaien, dolfijnen en zaagvissen naast meervallen, anthracotheren, carnivoren, proboscidea en primaten. De omgeving van Gebel Zelten wordt gereconstrueerd als rivieren langs oevers van tropische bossen die vanuit het zuiden komen en uitmonden in een grote lagune, terwijl de tussenliggende gebieden bedekt zijn met savanne. Hoewel sommige krokodilachtigen van het gebied (Crocodylus, Tomistoma en mogelijk Gavialosuchus) aan beide zijden van de Middellandse Zee zijn gevonden, waagde Euthecodon zich schijnbaar nooit buiten Afrika. Dit kan verband houden met zijn gespecialiseerde levensstijl, waardoor hij zich niet te ver in zout water waagde en hem beperkte tot de rivieroevers verderop in de rivier. Tegen de tijd van Euthecodon brumpti was de diversiteit van krokodilachtigen in Oost-Afrika afgenomen in vergelijking met die in de oudere fossiele archieven van het Plioceen. In Ethiopië verscheen Euthecodon naast slechts twee andere krokodillen, de moderne Nijlkrokodil en de krokodil met slanke snuit. Uiteindelijk hebben toegenomen verdroging, verhoogd zoutgehalte en omstandigheden die meer tijdelijke watermassa's begunstigden, mogelijk allemaal bijgedragen aan het verdwijnen van de zeer gespecialiseerde Euthecodon, die niet in staat was zichzelf in stand te houden of over voldoende grote afstanden naar andere watermassa's te reizen, zoals de generalistische Nijlkrokodil.